# Storia della Turchia
La storia della Turchia si riferisce alla storia del Paese oggi chiamato Turchia.
I Turchi, una società la cui lingua appartiene alla famiglia delle lingue turche, cominciarono a spostarsi dalle loro terre originarie alla moderna Turchia nell'XI secolo. Dopo che l'Impero selgiuchide turco sconfisse le forze dell'Impero bizantino nella Battaglia di Manzicerta, il processo fu accelerato, e il Paese venne chiamato "Turchia" in Europa già dal XII secolo. La dinastia Selgiuchide controllò la Turchia finché il Paese fu invaso dai Mongoli dopo la Battaglia di Köse Dağ. Durante gli anni di dominazione Mongola, nacquero alcuni piccoli Stati turchi. Uno di questi stati era il Beilikato ottomano, che presto controllò tutta l'Anatolia occidentale e larga parte della Rumelia.
Dopo aver conquistato Costantinopoli, lo Stato ottomano diventerà un grande impero. Successivamente, l'Impero si è espanso nell'Anatolia orientale, in Caucaso, Medio Oriente, Europa Centrale e Nordafrica. Sebbene il potere dell'Impero ottomano conoscesse la sua acme nel XVI secolo, non raggiunse completamente lo sviluppo tecnologico nelle competenze militari delle Potenze occidentali nel XIX secolo. Nondimeno, la Turchia riuscì a mantenere l'indipendenza sebbene alcuni dei suoi territori fossero ceduti ai Paesi confinanti, e alcuni piccoli Paesi ottenessero l'indipendenza da essa.
Dopo la prima guerra mondiale in cui la Turchia fu sconfitta, gran parte dell'Anatolia e la Tracia orientale furono occupate dalle forze Alleate, inclusa la capitale Istanbul. Per resistere all'occupazione, una cellula di giovani ufficiali militari formarono un governo ad Ankara. Il capo eletto dal governo di Ankara, Mustafa Kemal, organizzò una vittoriosa guerra di indipendenza contro gli Alleati. Dopo la liberazione dell'Anatolia e della Tracia orientale, fu stabilita la Repubblica di Turchia nel 1923 con capitale ad Ankara.

## L'Impero bizantino e le migrazioni turche
Prima dell'insediamento dei turchi, la popolazione locale dell'Anatolia aveva raggiunto un livello stimato tra i 12 e 14 milioni di abitanti, durante il tardo periodo romano. La migrazione dei turchi nel territorio dell'odierna Turchia avvenne nel periodo delle maggiori migrazioni turche attraverso l'Asia Centrale verso l'Europa e il Medio Oriente, tra il VI e il XI secolo.
Durante la dominazione dell'Impero bizantino, Costantinopoli/Bisanzio (l'attuale città turca Istanbul) fu scelta come capitale dell'impero. Inizialmente si susseguirono diversi imperatori romani, fino ad arrivare a Giustiniano I, l'ultimo imperatore latino di Bisanzio. A seguito delle invasioni barbariche, già nel 641 l'Impero era ridotto essenzialmente all'Asia Minore e Tracia, enclavi in Italia, Africa e Balcani.

## Dinastia Selgiuchide
Nell'undicesimo secolo giunsero in Turchia per lo più popolazioni turche che vivevano nel Sultanato selgiuchide. I Selgiuchidi procedettero ad una graduale conquista della parte anatolica dell'Impero bizantino. Nei secoli successivi, le popolazioni locali vennero assimilate dal popolo turco. Altri immigranti turchi cominciarono a mescolarsi con gli abitanti locali nel corso degli anni, così la popolazione di lingua turca si rafforzò.
La Casa dei Selgiuchidi era un ramo dei Turchi Oghuz che risiedeva alla periferia del mondo islamico, a nord del Mar Caspio e del Lago d'Aral, nel Khaganato Yabghu della confederazione Oghuz, nel X secolo. Nell'XI secolo, i popoli turchi che vivevano nel Sultanato selgiuchide cominciarono a migrare dalle loro antiche terre verso le regioni orientali dell'Anatolia, che finì per diventare una nuova terra delle tribù dei Turchi Oghuz a seguito della Battaglia di Manzicerta nel 1071.
La vittoria dei Selgiuchidi diede origine al Sultanato selgiuchide di Rum, un ramo separato del più grande Sultanato selgiuchide e ad alcuni principati turchi (beylik), per lo più situati nell'Anatolia orientale, che erano vassalli o in guerra con il Sultanato selgiuchide di Rum.

## Dominazione Mongola

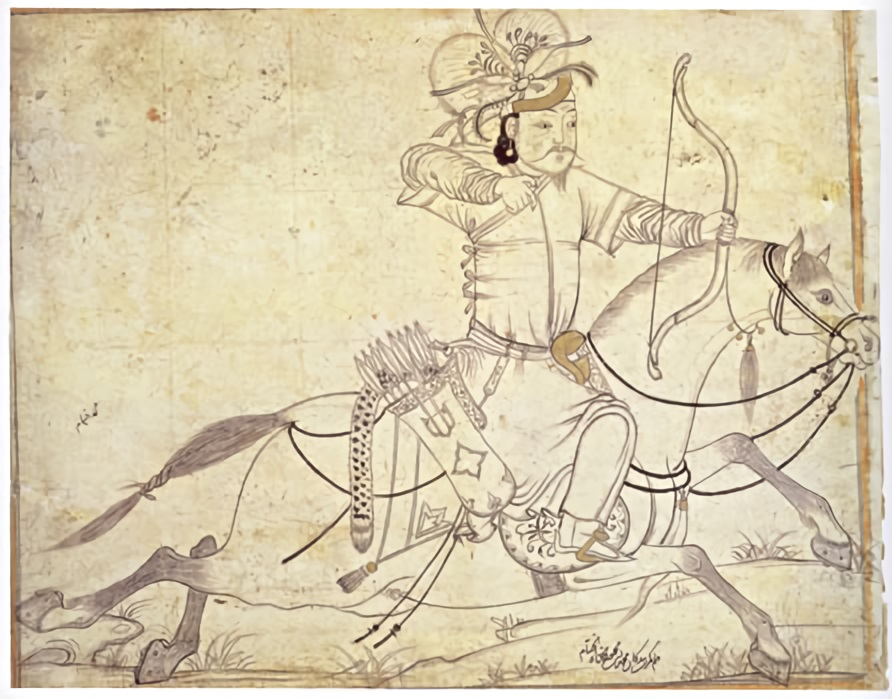
Un arciere a cavallo mongolo nel XIII secolo

Nel 1243 le armate Selgiuchidi venivano sconfitte dai Mongoli nella Battaglia di Köse Dağ, e il Sultanato Selgiuchide di Rum diventava vassallo dei Mongoli. Questo causò ai Selgiuchidi la perdita del loro potere. Hulagu Khan, nipote di Gengis Khan, fondò l'Ilkhanato nella parte sud-occidentale dell'Impero mongolo. L'Ilkhanato controllava l'Anatolia tramite governatori militari Mongoli. L'ultimo sultano selgiuchide morì nel 1308. L'invasione mongola di Transoxiana, Iran, Azerbaigian e Anatolia provocò lo spostamento dei Turkmeni verso l'Anatolia occidentale. I Turkmeni fondarono alcuni principati in Anatolia (beylik) sotto la dominazione Mongola in Turchia. I beylik più potenti erano il Beilikato di Karaman e Germiyan nell'area centrale. Lungo la costa del Mar Egeo, da nord a sud, si estendevano i principati di Karesi, Saruhan, Aydınoğlu, Menteşe e Teke. Il Candaroğlu (anche chiamato İsfendiyaroğlu) controllava la regione del Mar Nero attorno a Kastamonu e Sinope. Il Beylik della dinastia Ottomana era situato nell'Anatolia nord-occidentale, presso Söğüt, e nei successivi 200 anni si sarebbe espanso nei Balcani e in Anatolia.

## La dinastia ottomana

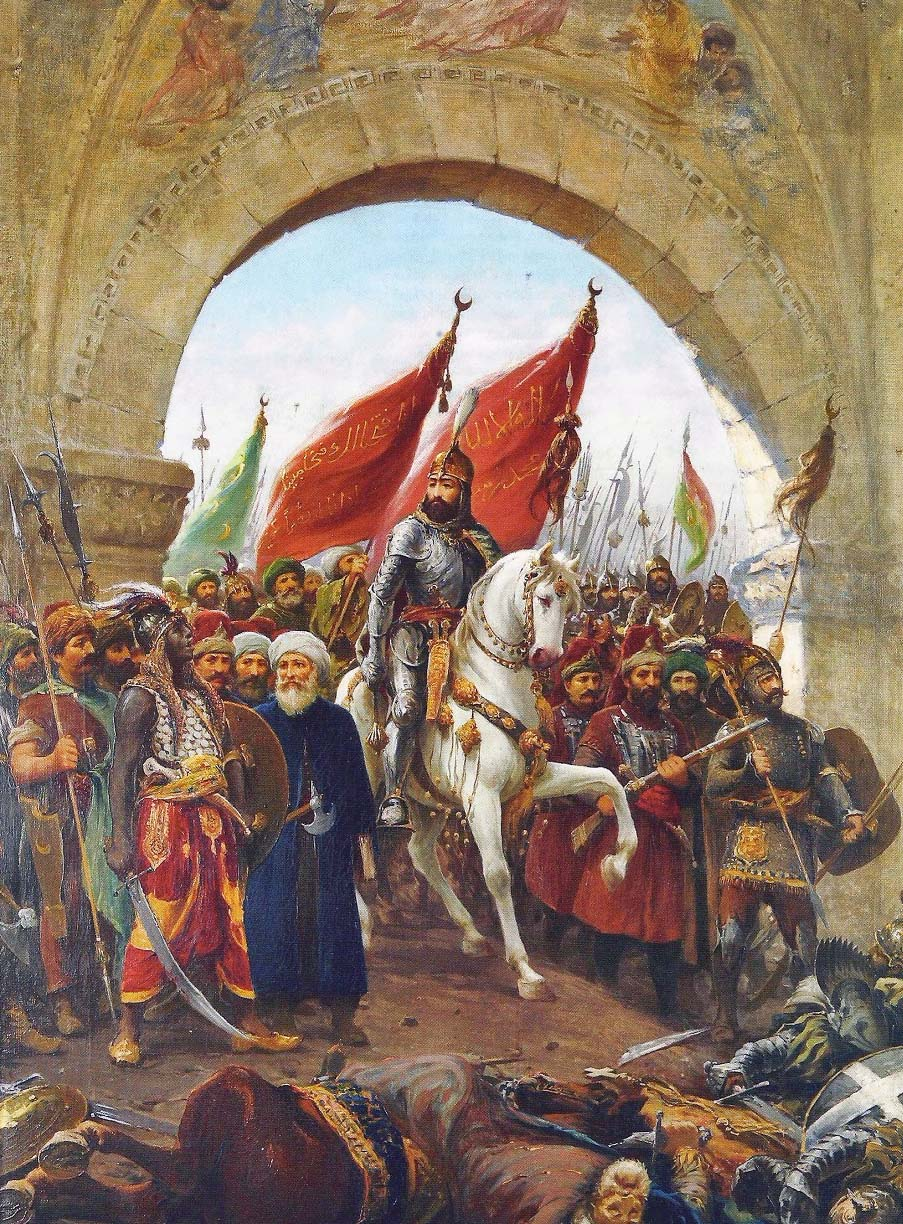
Maometto II entra a Costantinopoli, dipinto di Fausto Zonaro

La prima capitale del Beilikato ottomano fu situata a Bursa nel 1326. Edirne che fu conquistata nel 1361 fu la successiva capitale. Dopo essersi ampiamente espansi in Europa ed Anatolia, nel 1453, gli ottomani completarono quasi la conquista dell'Impero bizantino catturandone la capitale, Costantinopoli, durante il regno di Maometto II. Questa città è diventata la capitale dell'Impero successiva ad Edirne. L'Impero ottomano continuerà ad espandersi nell'Anatolia orientale, Europa centrale, Caucaso, Africa settentrionale ed orientale, isole del Mediterraneo, Siria, Mesopotamia e Penisola araba nel XV, XVI e XVII secolo.
Il potere e il prestigio dell'Impero ottomano culminarono nel XVI e XVII secolo, particolarmente durante il regno di Solimano il Magnifico. L'Impero fu spesso in conflitto col Sacro Romano Impero nella sua stabile avanzata verso l'Europa centrale attraverso i Balcani e la parte meridionale della Confederazione Polacco-Lituana. Inoltre, gli ottomani furono spesso in guerra con la Persia per dispute territoriali. In mare, l'Impero dovette competere con la Lega Santa, composta dalla Spagna degli Asburgo, la Repubblica di Venezia e dai Cavalieri di San Giovanni, per il controllo del Mediterraneo. Nell'Oceano Indiano la flotta ottomana spesso si confrontò con la flotta Portoghese per difendere il suo tradizionale monopolio sulle rotte commerciali marittime tra l'Asia orientale e l'Europa occidentale; su queste rotte nacquero nuove competizioni con la scoperta portoghese del Capo di Buona Speranza nel 1488.
Il Trattato di Karlowitz del 1699 segnò l'inizio del declino ottomano; alcuni territori furono persi con tale trattato: l'Austria ricevette tutta l'Ungheria e la Transilvania eccetto il Banato; Venezia ottenne gran parte della Dalmazia oltre al Peloponneso; la Polonia recuperò la Podolia. Nel corso del XIX e primo XX secolo, l'Impero ottomano continuò a perdere i suoi territori, incluse Grecia, Algeria, Tunisia e i Balcani nelle guerre balcaniche del 1912-1913.

### La situazione internazionale
Alla fine del XVIII secolo l'Impero Ottomano era in una posizione di inferiorità nei confronti dell'Europa: la Russia aveva conquistato la Crimea, intendeva assorbire territori nei Balcani ed estendere la propria influenza nell'Asia centrale; l'Inghilterra aveva conquistato l'influenza nel Mediterraneo e utilizzava l'Impero Ottomano come baluardo contro la Russia.
L'equilibrio di potere fu messo alla prova una prima volta nel 1831 quando, l'invasione della Siria da parte di Muhammad 'Ali, l'indipendente governatore ottomano d'Egitto, portò alla chiusura degli Stretti (Bosforo e Dardanelli) e la disputa fu regolata da britannici, russi e austriaci. Una nuova prova fu la Guerra di Crimea (1854-56) che si concluse con il Congresso di Parigi (1856). Questo impegnò i russi a smantellare la propria flotta del Mar Nero, ma diede ai principati danubiani di Moldavia e Valacchia una forte autonomia, ma sempre sotto il controllo ottomano.
Vi erano state delle prime rivolte tra il 1804 e il 1813 in Serbia, seguite a quelle tra il 1821 e il 1829 che portarono all'indipendenza della Grecia e a quelle nel 1873 in Bosnia ed Erzegovina. L'intervento nel 1876 della Russia e il Trattato di Santo Stefano (1877) obbligò gli ottomani a concedere l'indipendenza a Bulgaria, Serbia, Romania e Montenegro. Per controbilanciare queste conquiste russe, si diede la Bessarabia alla Russia, l'Austria occupò la Bosnia ed Erzegovina, l'Inghilterra s'insediò a Cipro. Nel 1882, per difendere i propri interessi in Egitto (crediti), l'Inghilterra occupò la regione.
Dal 1878 al 1908 l'Austria estese la sua influenza su Serbia, Romania e Grecia mentre la Russia sulla Bulgaria. Tra il 1908 del 1913 il processo di smembramento continuò: l'Austria annetté la Bosnia-Erzegovina, mentre gli eserciti balcanici annetterono i territori europei residui lasciando alla Turchia una piccola striscia di terra al di là degli stretti.

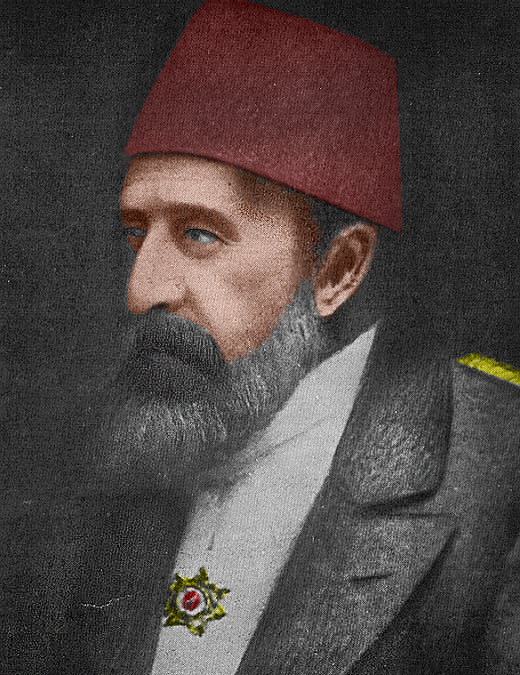
Abdul Hamid II

Le politiche repressive di Abdul Hamid II portarono disaffezione presso il popolo e soprattutto tra quelli educati in Europa o in scuole occidentalizzate. Si crearono vari e piccoli gruppi, in gran parte al di fuori di Istanbul, composti da giovani funzionari e studenti che cospiravano contro il sultano ed il regime. Un giovane ufficiale, Mustafa Kemal (più tardi noto come Atatürk), organizzò una società segreta con vari colleghi, ufficiali di stanza a Damasco e, più tardi, con quelli di Tessalonica (Salonicco, attualmente in Grecia). Il gruppo di Atatürk nel 1907 si fuse colle altre organizzazioni per la riforma costituzionalista per il Comitato Unione e Progresso (CUP). Conosciuto anche con il nome del gruppo dei "Giovani Turchi", questo gruppo cercava di ripristinare la costituzione del 1876 e unificare i diversi elementi dell'impero in una nazione omogenea attraverso una maggiore centralizzazione del governo nel quadro di un regime parlamentare.
Nel luglio 1908, alcune unità di stanza in Macedonia si ribellarono e chiesero il ritorno al governo costituzionale. Così Abdul Hamid II approvò nel mese di novembre le elezioni parlamentari, le quali furono ampiamente vinte dal CUP, in un sistema di voto proporzionale che assicurava la rappresentanza di tutti i millet. Il giovane governo turco era indebolito dalle spaccature tra i nazionalisti ed i riformatori liberali, ed era inoltre minacciato dai musulmani tradizionalisti e dalle richieste provenienti dalle comunità non turche per una maggiore autonomia. Abdul Hamid II fu costretto ad abdicare e venne sostituito da suo fratello, Mehmet V, nel 1909. Le potenze straniere, come già accennato, colsero l'occasione di questa instabilità politica a Istanbul per prendere varie porzioni dell'impero (l'Austria annetté la Bosnia ed Erzegovina immediatamente dopo la rivoluzione del 1908, la Bulgaria proclamò la sua indipendenza, l'Italia invase la Libia nel 1911, e vi fu la prima guerra balcanica che lasciò all'Impero ottomano sono una piccola striscia di terra in Europa al di là dello stretto).
La guerra italo-turca del 1911 diede all'Italia la Libia ed il Dodecaneso. Secondo la relazione del Comando italiano, la Turchia disponeva di «scarse forze militari a Tripoli», corrispondenti a «circa 5.000 uomini in Tripolitania e 2.000 in Cirenaica». L'Italia mobilitò 34.000 uomini (divennero 55.000), 6.300 cavalcature, 1.050 carri, 48 cannoni da campagna, 24 cannoni da montagna, assieme a dirigibili e aerei (fu italiano il primo bombardamento aereo ai suoi danni della storia mondiale), trasportati in Africa utilizzando la Regia Marina e un rilevante numero di piroscafi noleggiati.
Le sconfitte a livello internazionale si rifletterono sulla politica interna. Il governo liberale al potere dal luglio 1912 fu rovesciato nel gennaio 1913 da un colpo di Enver Pascià, e gli elementi più autoritari del movimento dei Giovani Turchi acquistarono il pieno controllo. Nel giugno 1913 scoppiò una seconda guerra balcanica quando i paesi alleati nella prima guerra balcanica contro l'impero iniziarono a combattere tra loro per dispute territoriali. Approfittando della situazione, le forze ottomane attaccarono la Bulgaria, riconquistarono Edirne ed istituirono il confine occidentale dell'impero sul fiume Maritsa.
Dopo un breve periodo di governo costituzionale, la dirigenza del CUP diventò sempre più una dittatura militare con il potere concentrato nelle mani di un triumvirato costituito da Mehmed Talat Pasha, Ahmed Cemal Pascià e Enver Pasha che era anche ministro della guerra.

### La prima guerra mondiale

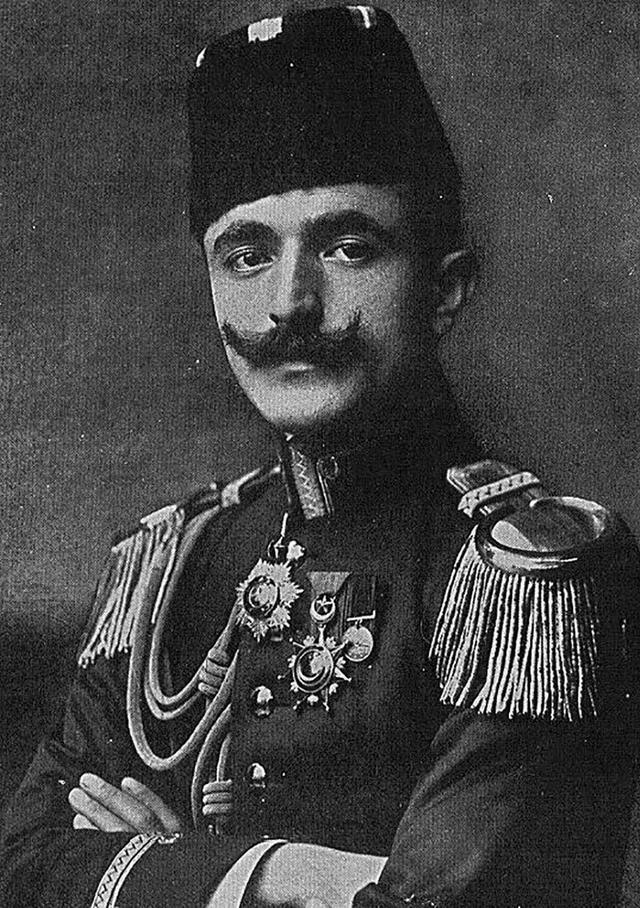
Ismail Enver

Nel 1914 gli schieramenti in Europa iniziavano a delinearsi in modo chiaro, così Enver, prevaricando la linea più pragmatica e neutralista incarnata da Talat e Cemal, iniziò a manifestare le proprie simpatie verso la Germania, supportato dai militari e dalla burocrazia. La Germania era stata pro-ottomana durante le guerre balcaniche, ma non fu questo il fattore determinante. Nella guida del suo governo verso l'allineamento con la Germania, Enver giocò sulla paura del tradizionale nemico ottomano, la Russia, allora alleato di Gran Bretagna e Francia.
Il 2 agosto 1914, Enver concluse un trattato segreto di alleanza con la Germania. Il giorno successivo fu ordinata la mobilitazione generale, e nelle settimane successive le varie concessioni accordate alle potenze straniere dopo le sconfitte delle guerre balcaniche furono revocate. Fu comunque la Germania a dare origine all casus belli. Due navi militari tedesche - l'incrociatore da battaglia Göben e l'incrociatore leggero Breslau - inseguite dalla Mediterranean Fleet e rifugiatesi in acque neutrali ottomane allo scoppio della prima guerra mondiale, vennero affidate alla marina ottomana. Nel mese di ottobre furono rimesse a mare, con ufficiali ed equipaggi tedeschi ma con bandiera ottomana, e bombardarono Odessa e altri porti russi. Il 5 novembre la Russia dichiarò guerra all'impero ottomano, seguita il giorno successivo da Gran Bretagna e Francia. Nei primi sei mesi di conflitto, l'esercito ottomano di circa 800.000 uomini era stato già mobilitato per intero ed era impegnato su quattro fronti.
Nell'inverno del 1914-15 Enver lanciò un'offensiva mal preparata contro i russi nel Caucaso, sperando invano che una dimostrazione di forza da parte ottomana incitasse all'insurrezione i popoli turcofoni assoggettati allo zar. Invece, una controffensiva russa costrinse le truppe ottomane ad indietreggiare fino al Lago di Van. Durante la campagna in Anatolia orientale, i russi furono aiutati anche da alcuni armeni poiché erano visti come dei liberatori. Inoltre vi erano armeni anche nell'esercito russo. Enver affermò che una rivolta generale degli armeni era imminente.
Durante l'inverno del 1915, mentre l'esercito ottomano si ritirava verso il lago di Van, ben due milioni di armeni furono deportati dalle zona di guerra. In poco tempo degenerò in un genocidio, poiché turchi e curdi piombarono sui villaggi armeni e uccisero uomini, donne, vecchi e bambini. Le stime più prudenti indicano che il numero di morti fu di 600.000, ma altre fonti citano cifre di oltre un milioni di morti. La situazione di coloro che riuscirono a sopravvivere e scappare in Siria migliorò di poco sotto il governo militare siriano. Altri riuscirono a scappare dietro le linee russe.
Durante la primavera del 1915, gli alleati furono impegnati in operazioni navali e terrestri presso i Dardanelli per abbattere con un colpo l'Impero ottomano e aprire così gli stretti per il passaggio delle forniture alla Russia. Sbarchi anfibi furono fatti a Gallipoli, ma le forze britanniche, si scontrarono con la vigorosa resistenza di Atatürk e non riuscirono a fare breccia. Così l'ultima unità fu evacuata nel febbraio 1916.
In Mesopotamia l'esercito ottomano sconfisse quello britannico (che aveva marciato su Baghdad partendo da una base stabilita nel 1915 a Bassora). Gli inglesi fecero una nuova offensiva nel 1917, prendendo Baghdad scacciando le forze ottomane fuori dalla Mesopotamia. In Anatolia orientale, l'esercito russo vinse una serie di battaglie che lo fece arrivare fino ad Erzincan nel luglio 1916, anche se Atatürk, al quale fu affidato il comando del corpo orientale, guidò una controffensiva che bloccò l'avanzata russa. La Russia si ritirò poco dopo dalla guerra in seguito allo scoppio della rivoluzione bolscevica del 1917. Il nuovo governo russo firmò nel marzo 1918 il Trattato di Brest-Litovsk con gli imperi centrali, in base al quale l'Impero ottomano riacquistava le sue province orientali.
Sharif al-Ḥusayn ibn ʿAlī, Sharīf della Mecca e della regione dell'Hijaz nella zona occidentale dell'Arabia, lanciò la rivolta araba nel 1916. Gli inglesi inviarono vari consiglieri, di cui T.E. Lawrence (noto anche come Lawrence d'Arabia). Nell'ottobre del 1917, le forze britanniche lanciarono un'offensiva dall'Egitto verso la Palestina, e presero Gerusalemme in dicembre e Damasco nell'ottobre 1918. Verso la fine della guerra, Atatürk riuscì ad entrare in Siria e a riportare varie unità intatte in Anatolia.
All'inizio di ottobre la resistenza ottomana era sfinita, il governo di guerra si dimise ed i membri del triumvirato dei Giovani Turchi - Enver, Talat e Cemal - fuggirono in esilio in Germania. Mehmet VI (regnò dal 1918-22), succeduto al fratello dopo la sua morte nel mese di luglio, chiese la pace e il nuovo governo guidato da ministri liberali firmarono un armistizio (o meglio un diktat degli alleati) a Mudros il 30 ottobre 1918. Il 12 novembre navi da guerra a vapore alleate attraversarono i Dardanelli e si ancorarono al largo di Istanbul, il giorno dopo vi era la fine della guerra in Europa. In quattro anni di guerra, l'Impero Ottomano aveva mobilitato circa 2,8 milioni di uomini, di cui circa 325.000 furono uccisi in battaglia. Inoltre, più di 2 milioni di civili, compresi turchi e armeni, si ritiene siano morti per cause legate alla guerra. Talat e Cemal, che sono stati ritenuti responsabili per la deportazione degli armeni e il maltrattamento dei rifugiati, furono assassinati dai nazionalisti armeni nel 1921. L'anno successivo, Enver fu ucciso mentre lottava i bolscevichi in Asia Centrale.

Il trattato di Sèvres (1920) prevedeva che l'Anatolia ottomana fosse divisa in varie sfere di influenza tra gli Alleati vincitori della I guerra mondiale. Il trattato non fu mai ratificato a causa dell'opposizione dei nazionalisti turchi alle decisioni prese dal governo imperiale ottomano, e quindi rimase nullo.

A livello di accordi internazionali per reazione all'entrata in guerra della Turchia, erano stati firmati gli Accordi Sykes-Picot (1916) che avevano stabilito che la Francia avrebbe esteso il suo dominio sul Libano, la Turchia sudoccidentale, la Siria settentrionale e l'Iraq settentrionale; a l'Inghilterra toccava il resto dell'Iraq, la sponda araba del Golfo Persico e la Transgiordania; per la Palestina fu previsto un regime internazionale; la Russia avrebbe ottenuto Istanbul e alcune zone dell'Anatolia orientale; all'Italia fu promessa la parte meridionale dell'Anatolia. Per realizzare il progetto di supremazia in Medioriente l'Inghilterra promise allo Sceriffo della Mecca (Hussein Ibn Ali) che sarebbe stato riconosciuto uno Stato arabo indipendente (prendendo così le simpatie degli arabi), ma nel 1917 la Dichiarazione di Balfour creò il precedente per la formazione di un focolare nazionale ebraico in Palestina (inimicandosi gli arabi).
L'Armistizio di Mudros, fu seguito dall'imposizione del Trattato di Sèvres, il 10 agosto 1920 dagli Alleati, che non fu mai ratificato. Il Trattato di Sèvres disfaceva l'Impero ottomano ed obbligava ad ampie concessioni territoriali a favore di Grecia, Italia, Regno Unito e Francia.

## L'era repubblicana

### Atatürk

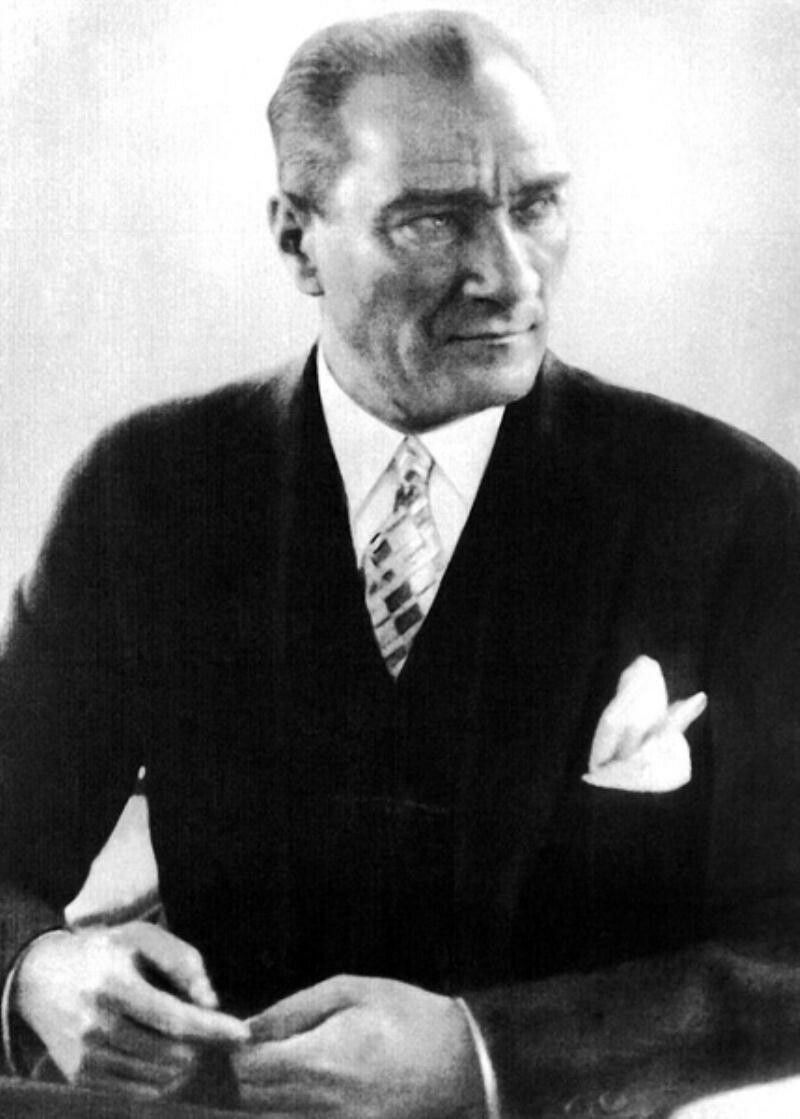
Kemal Atatürk

L'occupazione di alcune parti del Paese dagli Alleati a seguito della prima guerra mondiale sollecitò la fondazione del Movimento Nazionale Turco. Sotto la leadership di Mustafa Kemal, un comandante militare distintosi durante la Battaglia di Gallipoli, fu intrapresa la Guerra d'Indipendenza Turca, mirata a revocare i termini del Trattato di Sèvres. Il 18 settembre 1922, le armate greche furono espulse. Il primo di novembre, il neo-fondato parlamento abolì formalmente il Sultanato, concludendo così 623 anni di impero. Il Trattato di Losanna del 24 luglio 1923 portò al riconoscimento internazionale della nuova "Repubblica di Turchia" come Stato successore dell'Impero ottomano, e la repubblica fu ufficialmente proclamata il 29 ottobre 1923, nella nuova capitale Ankara. Mustafa Kemal divenne il primo Presidente della Turchia e successivamente introdusse molte riforme radicali con lo scopo di fondare una nuova repubblica secolare, dai resti del suo passato ottomano. Secondo la Legge sui Nomi Familiari, il parlamento turco presentò Mustafa Kemal con il soprannome onorifico "Atatürk" (padre dei turchi) nel 1934, che continuò a governare il paese fino alla sua morte, nel 1938.

### Dopo la II guerra mondiale
La Turchia rimase neutrale per la maggior parte della seconda guerra mondiale, ma si schierò simbolicamente con gli Alleati il 23 febbraio 1945 e lo stesso anno diventò membro originario delle Nazioni Unite. Le difficoltà affrontate dal governo greco (insediato dalla Gran Bretagna al termine della guerra e successivamente sopravvissuto grazie all'appoggio degli Stati Uniti) nel prevalere nella Guerra civile greca, oltre alle pressioni sovietiche per ottenere basi militari negli Stretti Turchi, spinsero gli Stati Uniti a dichiarare nel 1947 la Dottrina Truman. Essa enunciava le intenzioni americane di garantire la sicurezza in Turchia e Grecia, e determinò praticamente un supporto economico e militare su larga scala a quei paesi.
Il periodo del partito unico fu seguito dal pluralismo dei partiti dopo il 1945.
Dopo aver partecipato con le forze delle Nazioni Unite alla Guerra di Corea, la Turchia si unì alla NATO nel 1952, diventando un baluardo contro l'espansione sovietica nel Mediterraneo. I militari sono intervenuti diverse volte nella vita politica della Repubblica con i colpi di stato del 1960, 1971, 1980.
A seguito di un decennio di disordini nell'isola di Cipro e il colpo di stato militare greco di luglio 1974, che rovesciò il Presidente Makarios III insediando Nikos Sampson come dittatore, la Turchia invase la Repubblica di Cipro nello stesso anno. Nove anni dopo fu stabilita la Repubblica Turca di Cipro del Nord. La Turchia è l'unico Paese che riconosce quella Repubblica.
Nel 1984 il PKK (organizzazione politico-militare curda considerata illegale in Turchia) cominciò un'insurrezione contro il governo turco. Il conflitto, che è costato oltre 40.000 vite, continua ancora oggi. Dalla liberalizzazione dell'economia turca durante gli anni ottanta, il paese ha goduto di una più forte crescita economica e maggiore stabilità politica.